# Ibrahima Koné (football, 1969)
Pour les articles homonymes, voir Ibrahima Koné et Koné.
Ibrahima Koné est un footballeur ivoirien né le 26 juillet 1969 à Adjamé. Il évoluait au poste défenseur.

## Carrière
- 1989-1997 : Africa Sports ( Côte d'Ivoire)
- 1997-1998 : Goldfields Obuasi ( Ghana)
- 1998-2000 : Africa Sports ( Côte d'Ivoire)
- 2000-2004 : Étoile du Sahel ( Tunisie)
- 2004-2005 : Al Ahly Doha ( Qatar)

## Palmarès
- Coupe d'Afrique des vainqueurs de coupes : 1992, 1999 et 2003
- Supercoupe d'Afrique : 1993
- Coupe de l'UFOA : 1991
- Championnat de Côte d'Ivoire de football : 1996 et 1999
- Coupe de Côte d'Ivoire de football : 1993
- Coupe Félix-Houphouët-Boigny : 1991 et 1993